# قزل بولاغ درسی تپه‌سی
قزل بولاغ درسی تپه سی مربوط به دوره ساسانیان - سده‌های اولیه دوران‌های تاریخی پس از اسلام است و در شهرستان مراغه، بخش مرکزی، دهستان سراجوی شمالی، ۲/۷ روستای گل تپه واقع شده و این اثر در تاریخ ۲۷ اسفند ۱۳۸۶ با شمارهٔ ثبت ۲۲۵۵۵ به‌عنوان یکی از آثار ملی ایران به ثبت رسیده است.